# Åke Englund
Karl Gustaf Åke Englund, född 30 juli 1918 i Linköping, död 15 september 2014 i Stockholm, var en svensk ämbetsman.
Englund avlade filosofie licentiatexamen 1952. Han var amanuens vid Stockholms stads statistiska kontor 1944–1945, och expert och sekreterare i olika statliga och kommunala utredningar 1946–1947. Han blev chef för statistiska avdelningen vid Statens handelskommission 1948, och var byrådirektör i Riksnämnden för ekonomisk försvarsberedskap 1948–1954 och svensk huvudsekreterare i Nordiska ekonomiska samarbetsutskottet 1955–1959. Han var byråchef vid handelsdepartementet 1960–1965 och departementsråd där 1965–1970. Englund var generaldirektör och chef för Statens pris- och kartellnämnd 1971–1984.
Englund var ledamot i Exportkreditnämnden 1960–1962 och dess vice ordförande 1963–1971, ledamot i 1961 års oljelagringskommitté, i AB Industrikredit 1962–1966 och i AB Exportkredit 1966–1972. Han var ordförande i affärstidsnämnden 1972–1975, i 1975 års affärstidskommitté 1975–1977, i insynsutredningen 1976–1979, i Clearingnämnden från 1974 och i kärnbränsleutredningen 1983. Han var styrelseordförande för Sydgas AB 1984–1988, i kärnbränslenämnden från 1988 samt styrelseledamot i försäkringsbolaget Victoria 1985–1988.
Han gifte sig 1940 med Ebba Lundkvist (1920–2010) och parets son är nationalekonomen Peter Englund. Makarna är gravsatta på Kungsholms kyrkogård i Stockholm.